# Natalia (województwo wielkopolskie)
Natalia – wieś w Polsce położona w województwie wielkopolskim, w powiecie tureckim, w gminie Władysławów.
Nazwa wsi pochodzi od imienia żeńskiego Natalia. Legenda głosi, że zamożny dziedzic z okolic Władysławowa posiadał ogromny majątek ziemski. Przed śmiercią miał on podzielić swoje ziemie między dzieci – córki Natalię, Stefanię, Leonię, Genowefę oraz Izabelę, a także syna Przemysława. Stąd też pochodzi nazwa Natalia oraz nazwy okolicznych miejscowości – Izabelin, Stefania, Leonia, Genowefa oraz Przemysławów.
W latach 1975–1998 miejscowość administracyjnie należała do województwa konińskiego.
18 maja 2022 roku patronem miejscowej Szkoły Podstawowej został Papież Jan Paweł II.